# 高脊岭乡
高脊岭乡是安徽省池州市贵池区曾经下辖的一个乡，驻地在池州城区西方10公里的高脊岭村。高脊岭乡已于2007年撤销，辖区划归秋江街道。

## 历史
1945年成立贵池县高脊岭乡，1958年撤销，并入乌沙镇。1958年贵池县推行人民公社化运动，高脊岭乡属于乌沙公社，1961年恢复，改为高岭公社，1981年改为高脊岭公社。1984年贵池县废人民公社体制，开始设区建乡体制改革，高脊岭公社更名为高脊岭乡。2007年2月，高脊岭乡撤销，并入秋江街道。

## 地理
高脊岭地处贵池市西北部，南与涓桥镇相接，东依秋浦街道，西邻阮桥乡、乌沙镇，北部是驻驾乡，总面积47.6平方千米，均为平原。至1999年，共有耕地34,000亩（全为水田）。

## 行政区划
高脊岭乡下辖以下地区：
一心村（2001年改名为高脊岭村）、龙埂村、南闸村、磨盘村（2002年并入中河村）、东埂村、谷塘村、中河村、梅里村、莲台村、项赛村、港西村、三联村、五联村和保安村。